# Sparkassengebäude Kötzschenbroda
Das Sparkassengebäude Kötzschenbroda steht in der Bahnhofstraße 20/Hermann-Ilgen-Straße 28 im Stadtteil Kötzschenbroda der sächsischen Stadt Radebeul. Der Bau wurde 1934/35 als „Verwaltungs-, Geschäfts- und Wohngebäude“ der Sparkasse Kötzschenbroda durch die Gebrüder Kießling errichtet. Das nach der Wende unter Denkmalschutz gestellte Gebäude beherbergt heute die Filiale Radebeul-Kötzschenbroda der Sparkasse Meißen.
Das Eckgebäude prägt die Südostecke der Kreuzung, an der das nach Norden zum Bahnhof verlaufende Kulturdenkmal Mosaiksteinpflaster und Lindenallee mit Rosskastanie im Kreuzungsbereich beginnt. Zudem steht auf der nordöstlichen Kreuzungsecke die ebenfalls denkmalgeschützte Apotheke zu Kötzschenbroda (heute Stadtapotheke) von Hermann Ilgen, der auch langjähriger Gründungsförderer und für mehrere Jahre Sparkassenausschussvorsitzender war.

## Beschreibung
Das viergeschossige, zweiflügelige Sparkassengebäude steht auf einem Eckgrundstück Bahnhofstraße/Hermann-Ilgen-Straße in geschlossener Bebauung, wobei sich in der Hermann-Ilgen-Straße eine ursprünglich freistehende zweigeschossige Villa anschließt. Die Gebäudeecke an der Kreuzung ist turmförmig ausgeprägt mit einer abgerundeten Gebäudekante. Die Turmform wird unterstützt durch die vertikale Umrahmung der dortigen Obergeschossfenster sowie den vertikalen Sparkassenhinweis. Direkt auf der abgerundeten Kante ragt auf Höhe der Sohlbänke des ersten Obergeschosses eine Konsole aus der Wand, auf der ursprünglich ein vertikaler „Werbe-Aufbau“ aufsaß. Zur Straße hin zeigt die Konsole ein Wappen von Kötzschenbroda mit der Weintraube sowie der Datierung 1934. Oberhalb des abschließenden Dachgesimses sitzt ein kurzer, achteckiger Turmschaft, der von einer verblechten Haube mit Turmspitze und Knauf abgeschlossen wird. Unten im Erdgeschoss, auf der Seite zur Hermann-Ilgen-Straße, befindet sich der ursprüngliche, rundbogig ausgebildete Eingang in die Sparkassenräume, zu erreichen über eine halbrunde dreistufige Freitreppe.
Beidseits schließen sich die Gebäudeflügel mit den Schalter- und Geschäftsräumen sowie den Wohnungen an. Der Flügel entlang des Bürgersteigs der Bahnhofstraße ist elf Fensterachsen lang. Bei der Sanierung in den 2010er Jahren wurde statt des Fensters der ersten Achsen eine Schiebeglastür eingebaut, die über eine flache Rampe zu erreichen ist und damit einen barrierefreien Zutritt ermöglicht.
Rechtwinklig zum rechten Flügel tritt links aus dem Eckturm in einer Breite von zwei Fensterachsen der linke Flügelansatz. Dieser Verbindungsbau birgt das Treppenhaus, weswegen auch die Fenster als übereinanderliegende Doppelfenster ausgebildet sind. Dort tritt dann der siebenachsige Flügelbau bis an den Bürgersteig der Hermann-Ilgen-Straße heran, um parallel zu dieser und damit in schrägem Winkel zum Verbindungsbau bis zur nächsten Grundstücksgrenze zu verlaufen. Dieser Versatz von einer Fensterachse bildet vor dem Haupteingang in die Sparkasse sowie vor dem in der Ecke liegenden Hauseingang für die Mieter in der Hermann-Ilgen-Straße einen kleinen Vorplatz.
In der letzten Achse der Bahnhofstraße befindet sich eine Tordurchfahrt, um auf den sich auf der Gebäuderückseite befindlichen Innenhof zu kommen. Im Erdgeschoss der Hermann-Ilgen-Straße findet sich mittig eine Tür mit einer kurzen Treppe, die in die sich dahinter befindlichen Gasträume des ehemaligen Ratskellers führt. Anlässlich der besonderen Bedeutung dieses Gebäudeteils ist die Fassade als Schmuckfassade ausgebildet: Die jeweils drei Fenster beidseitig des Eingangs sind zusammengefasst, und die zwei sich jeweils dazwischen befindlichen Mauerpfeiler werden von Reliefs des ortsansässigen Künstlers Burkhart Ebe aus dem Jahr 1934 geschmückt.
Der gesamte Bau steht auf einem flachen, bossierten Sandsteinsockel. Die hellen Fassaden sind schlicht verputzt. Die Rechteckfenster werden von Betongliederungen umfasst. Im Erdgeschoss sind die Fenster schaufenstermäßig vergrößert, im Gegensatz zu den Geschossen darüber. Zudem finden sich im Erdgeschoss noch zwei Rundfenster: eines um die Ecke des rundbogigen Eingangs an der zweiten Turmwand und das zweite links neben der Rücklage am linken Flügelbau.
Zwischen dem zweiten und dritten Obergeschoss beider Flügel befindet sich ein weit auskragendes Gesims mit einer Blechverdachung, das optisch vom Bürgersteig aus die Höhe der Fassade verringert. Auch die in der Regel als Walmdach ausgebildeten Ziegeldachteile schließen sich an ein überkragendes Dachgesims an; lediglich die linke Abschlussfassade zur Villa hin hat einen Satteldachgiebel. Auf den Dachflächen sitzen Satteldachgauben, zur Straße hin klein und zum Innenhof größer ausgebildet.

## Geschichte

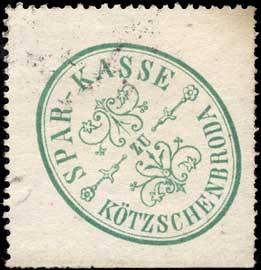
Siegelmarke der Spar-Kasse zu Kötzschenbroda

### Geschichte der Sparkasse Kötzschenbroda
Ab 1883 betrieb insbesondere der Gemeinderat Gustav Lehmann die Gründung einer kommunalen Sparkasse, die 1887 in die Bildung eines offiziellen Ausschusses in Kötzschenbroda, der größten der zehn Lößnitzortschaften, mündete. Durch diesen konnte die Sparkasse selbst am 16. April 1887 mit einem fest beschäftigten Kassierer seine Geschäftstätigkeit auf der Harmoniestraße 8 aufnehmen. Der sächsische Unternehmer Hermann Ilgen, zu jener Zeit erfolgreicher Betreiber der nahegelegenen Apotheke zu Kötzschenbroda und langjähriger Gründungsförderer, übernahm für mehrere Jahre auch den Sparkassenausschussvorsitz. Die ersten beiden Einlagen erfolgten noch am Eröffnungstag durch zwei Vereine. Die Sparkasse förderte das Kleinsparen durch Sparmarken, die bei ortsansässigen Geschäften erworben werden konnten. Später war auch der Erwerb von Sparmarken bei sogenannten Kassenboten möglich, die an die Haustür kamen. Im Gründungsjahr erreichte das Institut fast die Zahl von 1000 Sparkonten, 1893 waren es dann 500.000 Mark bei 3000 Konten; 1895 erreichte die Einlagesumme die Million Mark.

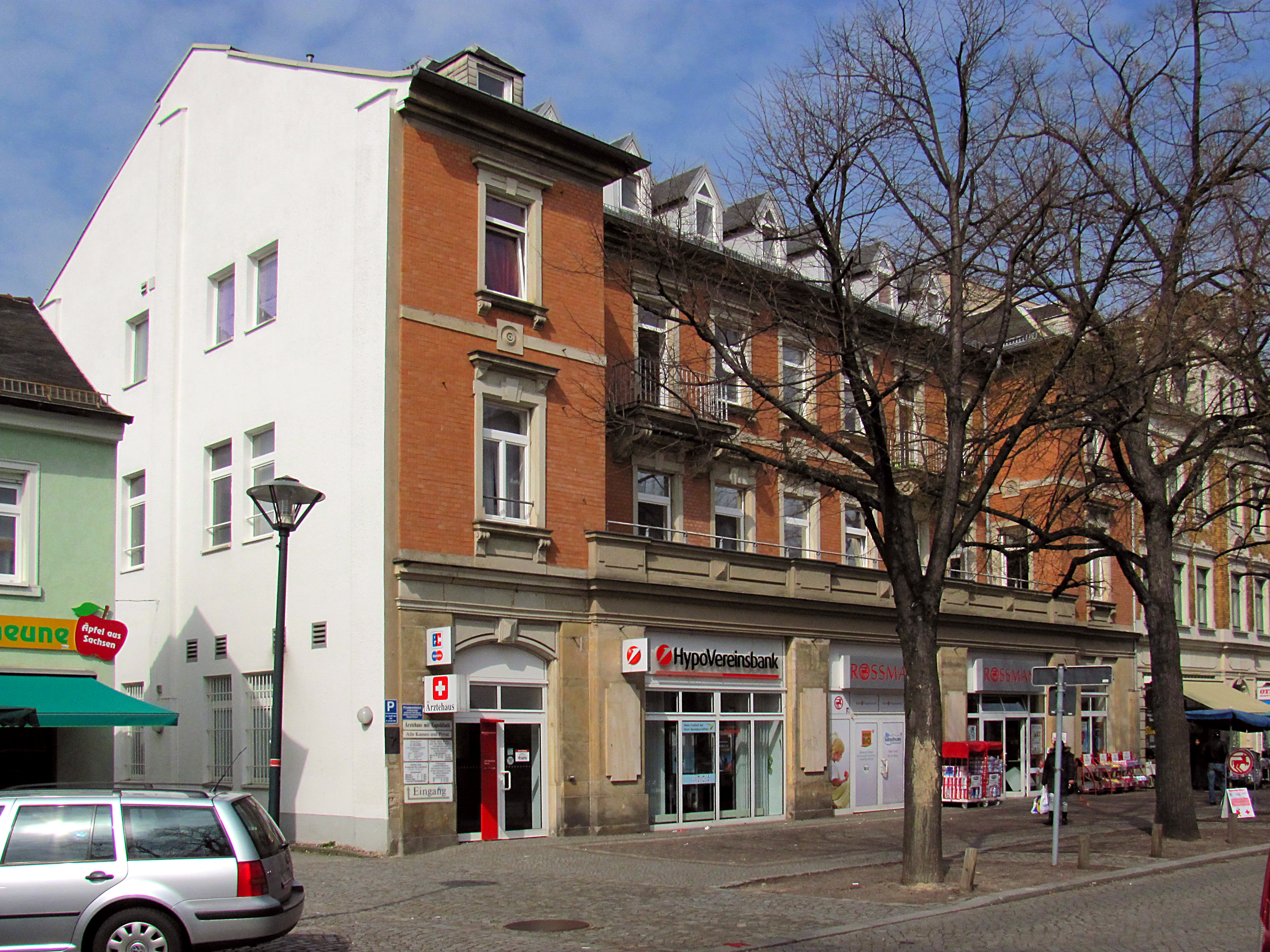
Ehemaliger Kulmbacher Hof, Bahnhofstraße 7

Im Jahr 1909 nahm die Sparkasse, ebenso wie die ebenfalls in der Lößnitz liegende Sparkasse Radebeul, den Giroverkehr auf und firmierte in Spar- und Girokasse Kötzschenbroda um. Die Einlage wuchs bis 1914 auf 4 Millionen Mark, bei Kriegsende 1918 waren es 7 Millionen Mark. Nach dem Ersten Weltkrieg zog das Institut 1919 auf die Bahnhofstraße 7 in das verkehrsgünstiger gelegene Gebäude des Hotels Kulmbacher Hof um, wo es neben dem Stadtsteueramt untergebracht war.
Auf dem Höhepunkt der Hyperinflation 1923 betrug die Einlagesumme über 365 Billionen Mark, die mit der Währungsreform zu 102,88 Reichsmark wurden.
Mit dem Zusammenschluss der Gemeinden Kötzschenbroda, Zitzschewig, Naundorf und Niederlößnitz 1923 zur Großgemeinde Kötzschenbroda trat Niederlößnitz aus dem Sparkassenverband der Sparkasse Radebeul aus und gehörte ab da ebenfalls zum Versorgungsgebiet der Kötzschenbrodaer Sparkasse, die mit der Erhebung Kötzschenbrodas 1924 zur Stadt zu einer Stadtsparkasse wurde. Die Einlagen wuchsen in der Folgezeit wieder: 1929 war wieder, wie vor dem Ersten Weltkrieg, die 4-Millionen-Mark-Marke erreicht. In den Zwanziger Jahren richtete die Sparkasse auch eine sogenannte Schulsparkasse ein; die Klassenlehrer der sieben angeschlossenen Schulen verkauften ihren Schülern 10-Pfennig-Sparmarken, die diese auf Sparkarten klebten. War eine Karte vollbeklebt, wurde der Betrag dem persönlichen Schülerkonto gutgeschrieben.
Die Kötzschenbrodaer Sparkasse war eine der bestgeführten Sparkassen Sachsens und davon die einzige, „deren Einlagen 1934 trotz Inflation und Geldentwertung höher waren als 1914.“ In jenem Jahr, 1934, errichtete sie sich ein eigenes, repräsentatives Geschäftsgebäude auf dem Grundstück gegenüber der Apotheke, die ehemals Ilgen gehörte.
Mit der Vereinigung von Radebeul und Kötzschenbroda zu Beginn des Jahres 1935 firmierte die Sparkasse in Kötzschenbroda zur Stadtsparkasse Radebeul-West um. 1944 erging das Gesetz zur Neuordnung der sächsischen Sparkassen und Girokassen. Die aufgrund der gesetzlichen Regelungen neugegründete Spar- und Girokasse Radebeul trat nicht nur die Rechtsnachfolge der Stadtsparkasse Radebeul-West und der Verbandssparkasse Radebeul-Oberlößnitz an, sondern übernahm auch das gesamte Sparkassenwesen der rechtselbischen Gemeinden Klotzsche, Hellerau, Moritzburg, Friedewald, Wilschdorf sowie des linkselbischen Cossebaude. Die stadtweite Spar- und Girokasse Radebeul benutzte auch weiterhin ihren repräsentativen Bau im Westteil der Stadt als Sparkassengebäude, sodass dieses auch heute eine der Sparkassenfilialen der Sparkasse Meißen beherbergt (vorher Kreissparkasse Meißen).

### Geschichte des Gebäudes

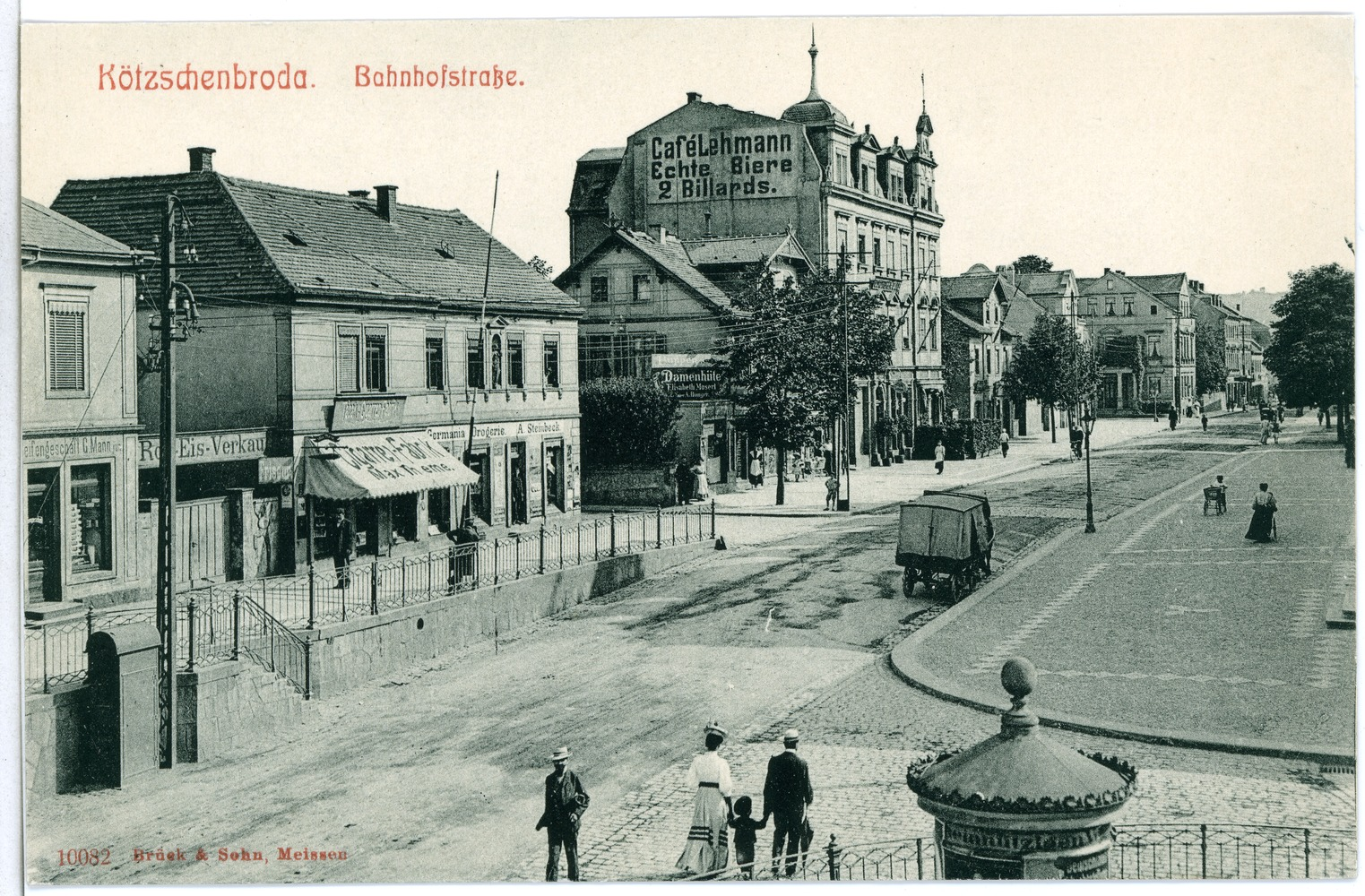
Zwei Gebäude rechts des Mietshauses steht die Apotheke zu Kötzschenbroda, rechts daneben der 1900 veränderte Vorgängerbau des Sparkassengebäudes (1908)

Das Grundstück war zuletzt mit einem Gebäude von 1854 bebaut, das 1900 durch den Baumeister Alfred Große verändert wurde. Diese Bebauung wurde abgebrochen und 1934/35 durch den entstehenden Sparkassenbau ersetzt. Die Pläne zu dem Neubau lieferte der Architekt Edmund Kießling, der aus dem ausgeschriebenen Wettbewerb als Sieger hervorging und der den Bau auch realisierte. Den Bauantrag stellte die Sparkasse. Der Stadtrat von Kötzschenbroda vermerkte dazu in seinem Beschluss vom 10. April 1934: „Die Sparkasse zu Kötzschenbroda als Antragstellerin beabsichtigt die Errichtung eines Spar- und Girokassengebäudes, welches zugleich Büroräume für öffentliche Körperschaften und weiterhin 14 Wohnungen enthalten soll.“ Das Bauvorhaben diente auch zur Bekämpfung der herrschenden Arbeitslosigkeit wie zur Schaffung von benötigtem Wohnraum und wurde im Rahmen des damaligen Arbeitsbeschaffungsprogramms der Reichsregierung durchgeführt. Am 10. Dezember 1934 wurde das Sparkassengebäude als Stadtbank und Sparkasse eingeweiht; die Baukosten hatten knapp eine halbe Million Reichsmark betragen. Neben den Kassenräumen und den Privatwohnungen mit Spielplatz und Gemeinschaftsantenne waren dort auch die städtische Bücherei sowie die Gaststätte Ratskeller untergebracht. Der repräsentative Ratskeller löste als öffentlicher Treffpunkt der Ratsmitglieder den Amtshof in der Harmoniestraße ab. Die Gaststätte Ratskeller bestand bis 1957, als sie geschlossen wurde.
Das Elbhochwasser 2002 erreichte durch die Bahnhofstraße entlang des rechten Gebäudeflügels nicht ganz den Eckturm. Die Tresorräume im Kellergeschoss liefen dabei noch voll Wasser. Die Luftlinie zur normalen Wasserkante des Elbufers beträgt etwa 440 Meter.
In den 2010er Jahren wurde das Gebäude umfassend instand gesetzt. Dabei wurden auch wieder öffentliche Gasträume in Form eines Cafés miteingerichtet. Die 1998 gegründete Stiftung der Sparkasse Meißen nutzte die Gelegenheit zur Unterstützung von ansässigen Künstlern durch die Einrichtung einer Kunstgalerie in den Kötzschenbrodaer Räumen (Galerie in der Sparkasse).

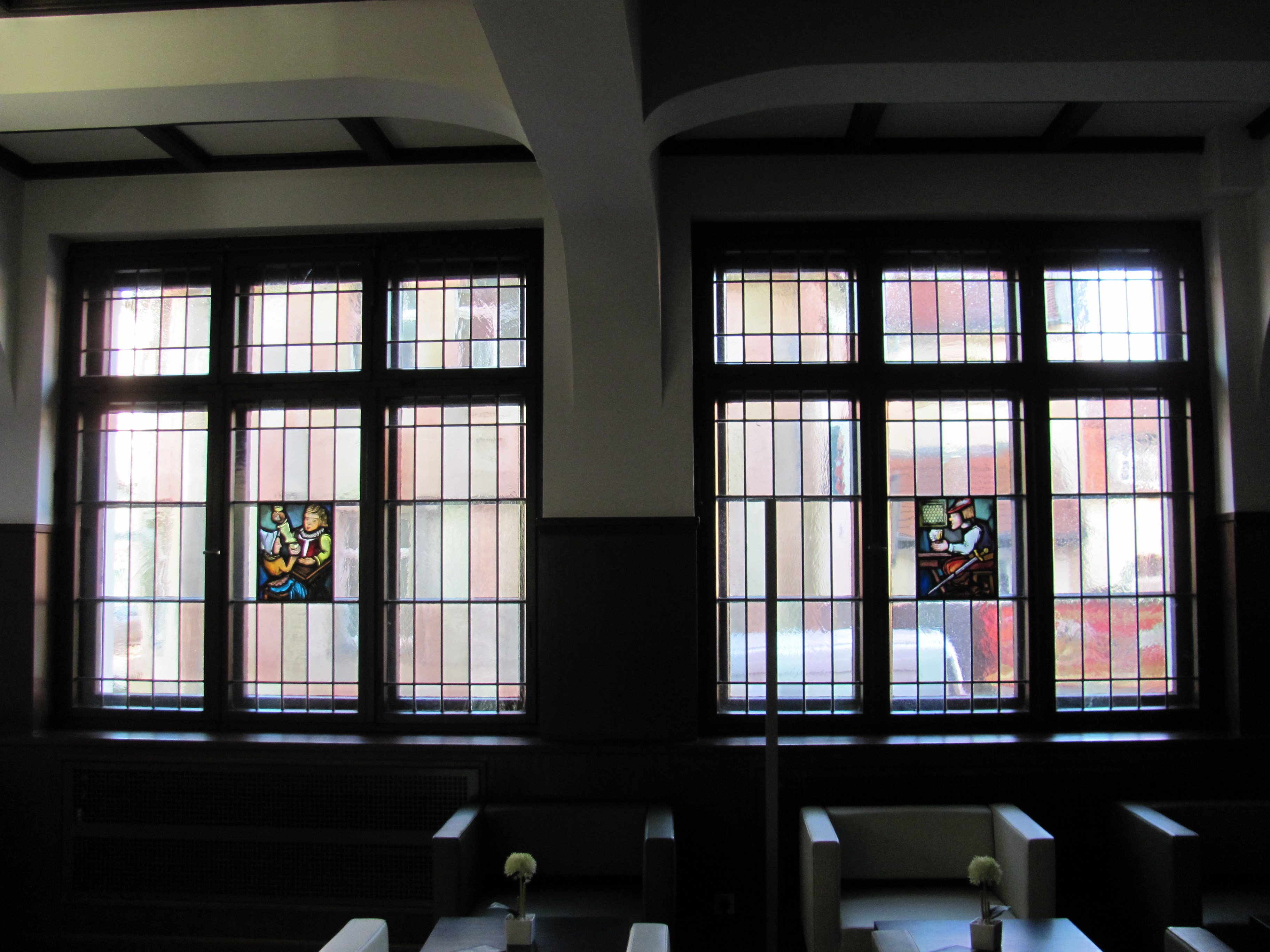
Kunstglasfenster
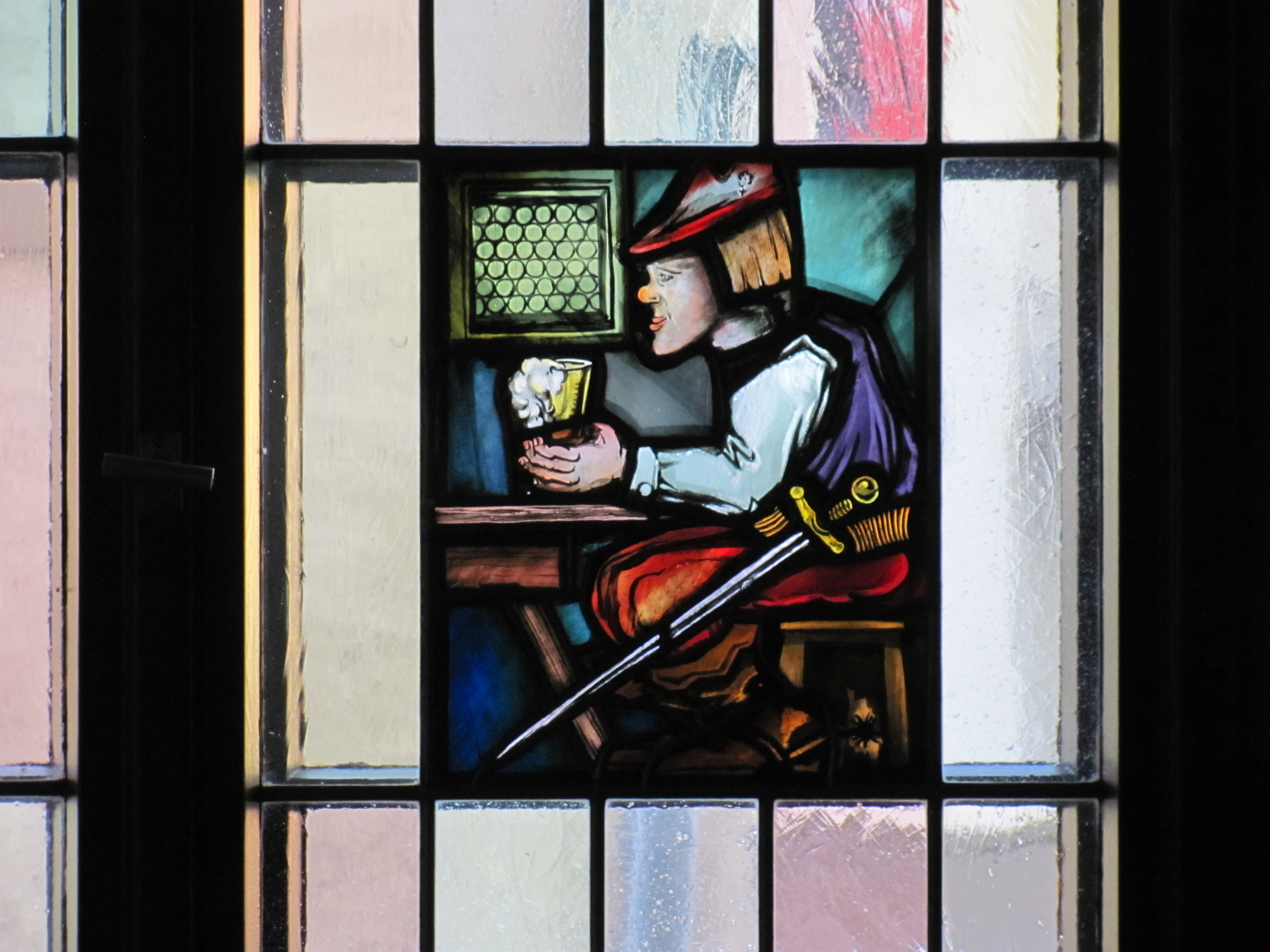
Kunstglasfenster
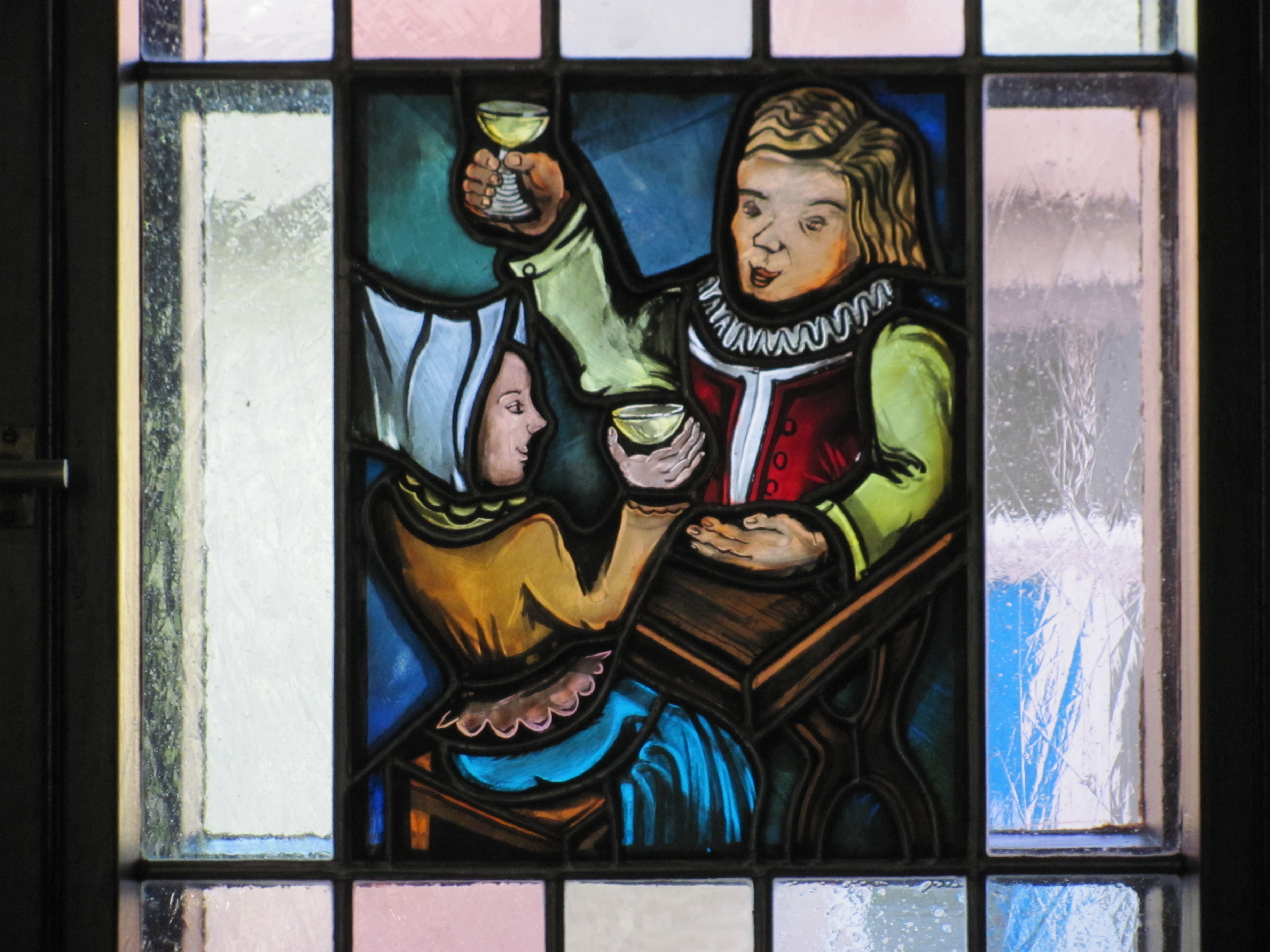
Kunstglasfenster
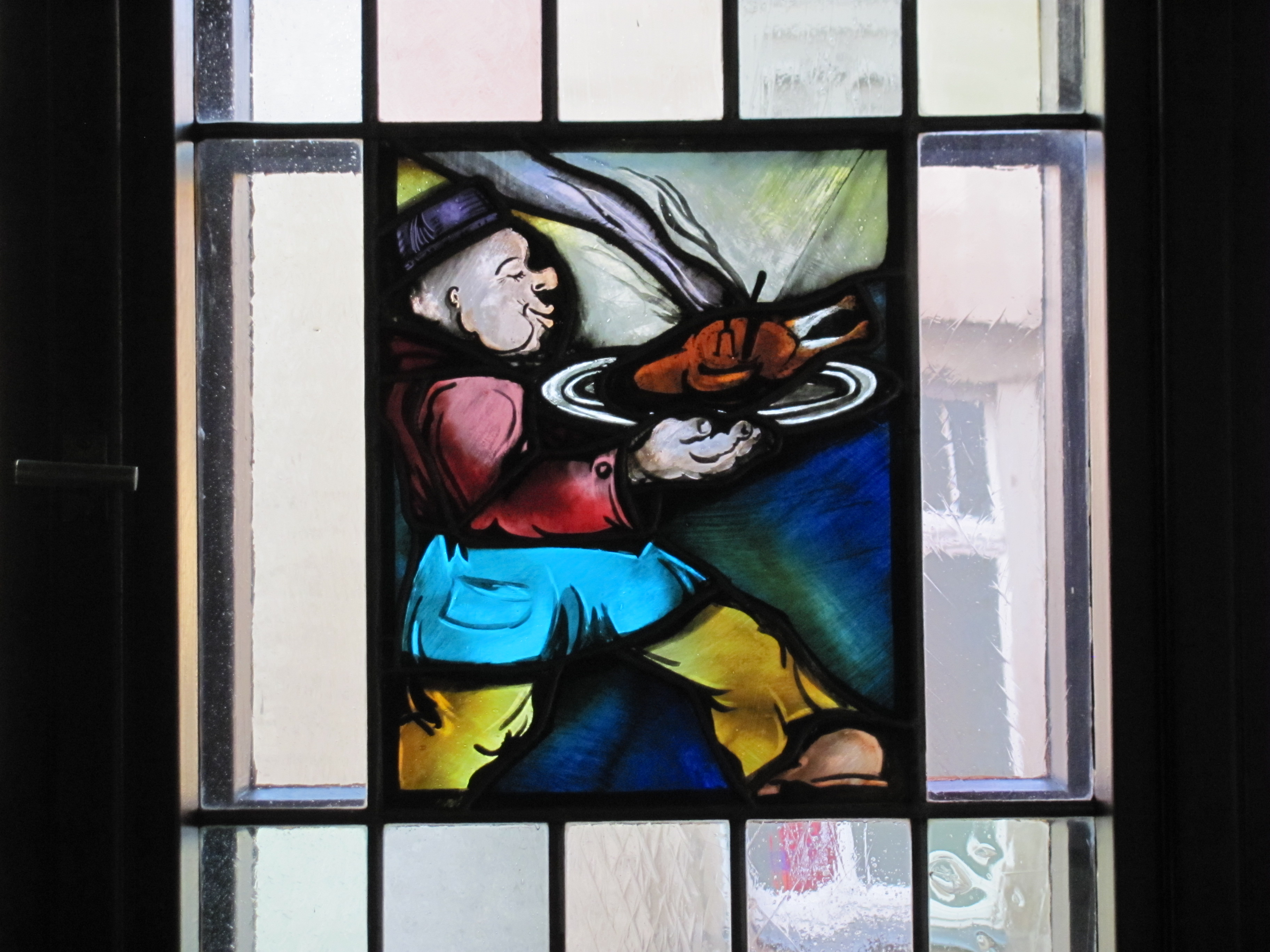
Kunstglasfenster